# أوسكار إي. هيرد
أوسكار إي. هيرد (بالإنجليزية: Oscar E. Heard)‏ هو قاضي أمريكي، ولد في 26 يونيو 1856، وتوفي في 16 يوليو 1940.